# ليو تشين

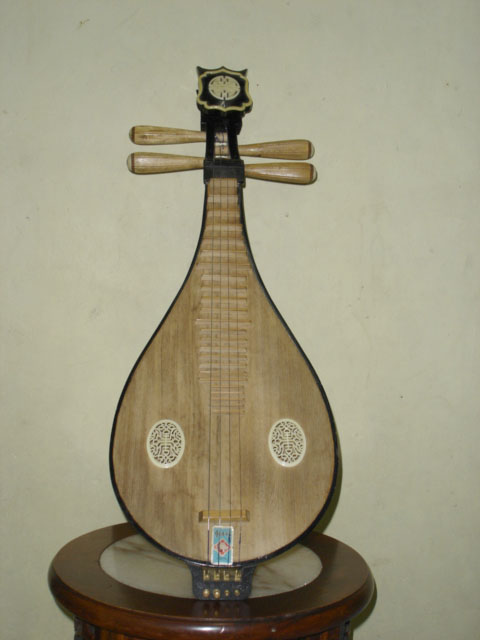

آلة ليو تشين (柳琴) هي آلة موسيقة تصنف ضمن آلات بي با الوترية النقرية، وتسمى ب«ليو تشين» أو «ليو يه تشين» لأنها مصنوعة من خشب شجر الصفصاف بشكل ورق هذا الشجر، ويدعى شجر الصفصاف ب«ليو» في اللغة الصينية. يشبه شكل آلة ليو تشين وتركيبها بشكل آلة بي با كثيرا. وبسبب أن شكلها شعبي ريفي غير حديث، يسميها الشعب الصيني ب«آلة بي با الريفية». تنتشر «آلة بي با الريفية» منذ زمان في مقاطعات شاندونغ وآنهوي وجيانغسو لتعزف بمصاحبة الأوبرا المحلي.